# صك قانوني

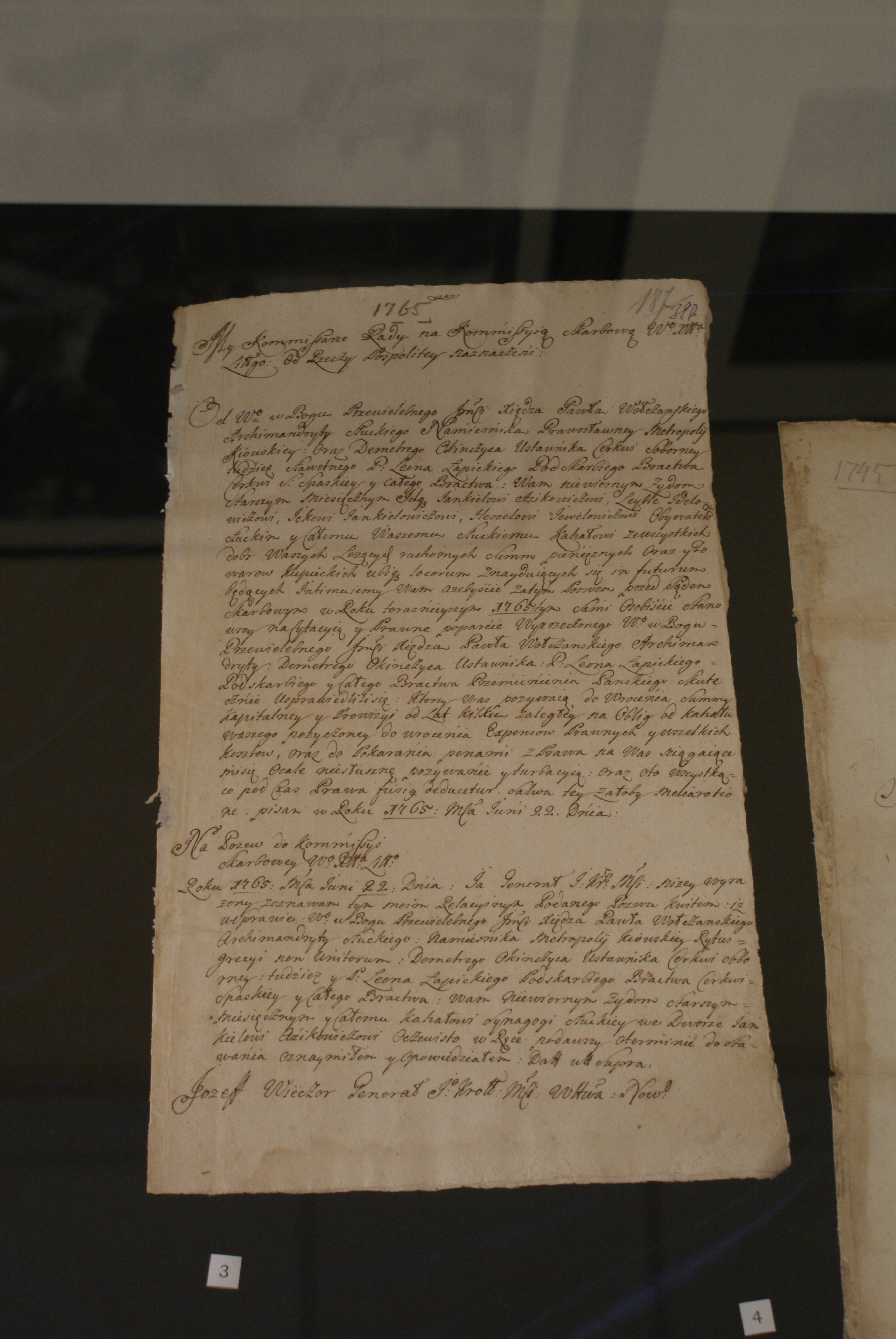
استدعاء للمحكمة

صك قانوني (Legal instrument) هو مصطلح قانوني يستخدم في أي وثيقة مكتوبة يتم تنفيذها بشكل رسمي والتي يمكن نسبتها رسميًا إلى سجلات المؤلف وتعبّر رسمياً عن فعل أو عملية أو واجب تعاقدي أو التزام أو حق قانوني، وبالتالي يثبت ذلك الفعل أو عملية أو اتفاقية.
وتشمل الأمثلة شهادة أو سند أو عقد أو وصية أو قانونًا تشريعيًا أو قانونًا توثيقيًا أو أمرًا أو إجراءات قضائية أو أي قانون تم تمريره من قبل هيئة تشريعية مختصة في القانون المحلي (بلدية) أو القانون الدولي.
ويتم توقيع الصكوك القانونية بواسطة الأختام من خلال وضع الشمع أو ختم الورق على المستند كدليل على تنفيذه القانوني وأصالته. حاليا قامت العديد من الدول بالتخلص من متطلبات الوثائق الخاضعة للقيود بغية منحها تأثيرًا قانونيًا.